# Don't Drink and Drive
Don't drink and drive är en nationell satsning av Vägverket som riktar sig till ungdomar och unga vuxna mellan 15 och 24 år. Don't drink & drive bygger på känsloladdade budskap och ska leda till att fler inte kör alkohol- eller drogpåverkade, att de vägrar åka med en onykter förare och att de får mod och argument att hindra andra att köra påverkade.
Aktiviteterna inom don't drink & drive bygger på samverkan mellan en rad samhällsaktörer – räddningstjänsten, polisen, skolor, idrottsföreningar, med flera. Via filmer, utställningar och föreläsningar, där offren själva framträder, lyfts problemet fram i ljuset. 
Närmare 150 människor dödas och ett tusental skadas allvarligt på grund av rattfylleri i Sverige varje år. Var tredje rattfyllerist är mellan 18 och 24 år och Don't Drink & Drive-projektets målgrupp är främst ungdomar. Man vill påverka dem till att aldrig själva köra alkohol- eller drogpåverkade, eller åka med en onykter förare, samt att hindra andra från att köra onyktra.
Enligt lagen handlar det om rattfylleri om föraren av ett fordon har en alkoholkoncentration i blodet på minst 0,2 promille eller om föraren har något narkotiskt ämne i blodet.